# 符堅角殼灰介
符堅角殼灰介（学名：Cornucoquimba fuchieni）为半花介科角殼灰介屬下的一个种。